# Эмануилов, Рахамим Яшаевич
Эмануилов, Рахамим Яшаевич (род. 7 августа 1949, Баку, Азербайджанская ССР) — российский банкир, общественно-политический деятель, предприниматель, кандидат исторических наук и политолог. Позиционирует себя политологом, хотя по образованию переводчик фарси. Исследователь актуальных проблем развития социал-демократии в России. Эксперт в области противодействия экстремизму и терроризму. Участник боевых действий в Афганистане. Советник председателя Совета Федерации Федерального Собрания Российской Федерации. Сопредседатель попечительского комитета Межрелигиозного совета СНГ. Президент и основатель Фонда «Взаимодействие цивилизаций». Соавтор ряда книг и публикаций.

## Биография
Родился 7 августа 1949 года в городе Баку. По национальности горский еврей (тат). В 1972 г. окончил факультет востоковедения Азербайджанского государственного университета.
Работал в Центральном аппарате Государственного комитета Совета министров СССР по внешним экономическим связям, в министерстве внешних экономических связей СССР и МВЭС РФ.
В 1975—1981 гг. находился в командировке в качестве переводчика в Аппарате экономического советника посольстве СССР (ГКЭС) в Иране, 1985—1991 гг. — в торгпредстве СССР в Афганистане.
С 1995 по 2016 года являлся акционером «Интерпромбанка». Был заместителем Председателя Совета директоров ЗАО АКБ «ИНТЕРПРОМБАНК».16 августа 2021 года Банк признан банкротом.
В качестве руководителя группы «Взаимодействие цивилизаций» Института востоковедения российской академии наук (ИВ РАН) возглавляет научно-исследовательскую работу в области межцивилизационного взаимодействия. В рамках группы ведутся исследования актуальных проблем современных глобальных вызовов, а также особенностей развития стран Ближнего и Среднего Востока.
В 2009 основал Фонд содействия развитию социальных и гуманитарных отношений «Взаимодействие цивилизаций» (https://web.archive.org/web/20110821165153/http://www.cif-russia.org/) Фонд занимается коммерческой деятельностью и оказывает посреднические финансовые услуги.
.
С 2009 года советник председателя Совета Федерации Федерального Собрания Российской Федерации по вопросам взаимодействия со странами Центральной Азии, Ближнего и Среднего Востока..
Является сопредседателем попечительского комитета Межрелигиозного Совета СНГ.

## Научная деятельность
Сфера научных интересов: вопросы перспектив развития социал-демократии в российской политике, проблема соотношения религии и власти в контексте обострения экстремизма и терроризма с религиозной мотивацией, феномен хазарского государственного образования, этногенез кавказских народов России, мультикультурализм и его альтернативы.
Защитил диссертационное исследование на тему «Политические реформы и возрождение российской социал-демократии: 1988—2003 гг.»
В мае 2010 года совместно с Р. А. Силантьевым подготовил и опубликовал серию лекций, посвященных международному опыту антитеррористической деятельности и противостояния экстремизму.
Изданы монографии Эмануилова Р. Я. (совместно с А. Э. Яшлавским): «Терроризм и экстремизм под флагом веры: религия и политическое насилие»(2010 г.); «Террор во имя веры: религия и политическое насилие» (2011 г.). Последняя монография переведена на английский язык в США.
В 2010—2011 гг. Р. Я. Эмануилов выступил инициатором проведения круглых столов и международных конференций по актуальным проблемам межцивилизационного взаимодействия. 19 ноября 2010 совместно с Институтом востоковедения Российской Академии наук было организовано заседание круглого стола на тему: «Актуальные проблемы противодействия терроризму: Алжирский опыт». 17 февраля 2011 года в агентстве РИА Новости проведен круглый стол на тему «Межнациональные отношения в современной России: от „неразумных хазар“ до Манежной площади». 5 сентября 2011 г. в РИА Новости проведен круглый стол: "Усвоены ли уроки 11 сентября 2001 года? ". В рамках данных мероприятий выступили видные научные и общественные деятели: директор Института востоковедения В. В. Наумкин, ведущий авторских программ радиостанции «Эхо Москвы» В. Н. Дымарский, исполнительный директор Правозащитного центра Всемирного русского народного собора Р. А. Силантьев, Ведущий научный сотрудник Института славяноведения РАН В. Я. Петрухин, директор Института Ближнего Востока Е. Я. Сатановский, Председатель Синодального отдела по взаимодействию Церкви и общества Московского Патриархата протоиерей В. Чаплин.
С 2013 г. читает авторский спецкурс «Иран в современной мирополитической системе» на факультете мировой политики МГУ им. М. В. Ломоносова.

## Общественная деятельность
Р. Я. Эмануилов принимает участие в мероприятиях дискуссионного клуба «Валдай», МОФ «Диалог Цивилизаций», в политологических дискуссиях на радиостанциях «Эхо Москвы», «Комсомольская правда», «Голос Америки». В декабре 2009 г. при активном участии Р. Я. Эмануилова на портале «Интерфакс-религия» была опубликована первая интерактивная карта всех религиозных общин России.
Принимал активное участие в организации и проведении в апреле 2010 года в Баку Всемирного саммита религиозных лидеров, на котором присутствовали более ста авторитетных духовных деятелей, представляющих ведущие религии мира.
В июне 2010 г. Р. Я. Эмануилов и возглавляемый им фонд «Взаимодействие цивилизаций» участвовал в подготовке и проведении в Москве Международной конференции «Россия и исламский мир: сближение мазxaбов, как фактор солидарности мусульман».
В сентябре 2010 г. Рахамим Эмануилов выступил инициатором выделения гранта ЗАО «Интерпромбанк» на проведение социологических исследований, направленных на гармонизацию межнациональных и межрелигиозных отношений в России.
Фонд «Взаимодействие цивилизаций» под руководством Р. Я. Эмануилова выступил с рядом общественно значимых инициатив по противодействию алкогольной и наркотической зависимости россиян. Эмануилов Р. Я. принимал участие в составлении и издании следующих книг: Сикоев Р. Р. «Панисламизм: истоки и современность» (2010 г.), Искандар М. «Возрождение России: медведь превращается в тигра» (2009 г.), Кадыров Ш. «Тайны туркменской демографии», «Хазары: миф и история. Сборник статей» (2010 г.).

## Видеовыступления
1. Международный опыт противодействия религиозно мотивируемым экстремизму и терроризму Архивная копия от 26 марта 2013 на Wayback Machine